# Александрос Циолис
Александрос Циолис (грч. Αλέξανδρος Τζιόλης; Катерини, 13. фебруар 1985) грчки је фудбалер, који тренутно игра за Ал Фајху и фудбалску репрезентацију Грчке.

## Каријера

### Клуб
Дебитовао је за Паниониос у сезони 2002/03 и остао у клубу до 2005. године. У 2004. години изабран је за најбољег младог фудбалера грчког првенства.
Године 2005. прешао је у Панатинаикос, тренер екипе је био Алберто Малесани; овде је остао до 2008. Године 2007. играо је финале грчког купа против Ларисе.
У 2008. је отишао на позајмицу у Вердер из Бремена са којим је освојио Куп немачке против Бајера из Леверкузена. Са немачком екипом је успео да сигне до десетог места у Бундеслиги и до финала купа УЕФА. У лето 2009. године, вратио се назад у Панатинаикос, где је играо неколико утакмица грчке лиге.
Дана 29. јануара 2010. на позив Алберта Малесанија, који га је раније тренирао у Грчкој, прелази у Сијену. У Серији А је дебитовао 7. фебруара против Сампдорије.
Одлази на позајмицу 19. августа 2010. године, са правом откупа, у шпански Расинг Сантандер. На крају сезоне вратио се у Сијену, али 29. августа 2011. године, тоскански клуб је саопштио да је споразумно раскинуо уговор.
Дана 1. фебруара 2012. године, потписао је за Монако. Током лета 2012. године преселио се у АПОЕЛ из Никозије на позајмицу. Дана 25. јуна 2013. потписао је трогодишњи уговор са ПАОК-ом из Солуна.
У јануару 2014, позајмљен је турском клубу Кајзериспор. Дана 30. јануара 2017. придружио се екипи Хартс из Шкотске. Од средине 2017. игра за саудијску екипу Ал Фајха.

### Репрезентација
Дана 21. јануара 2006. дебитовао је за А тим Грчке у пријатељској утакмици против Јужне Кореје.
Играо је на Европском првенству 2008. један меч, када је ушао на терен као замена у поразу 1:2 од Шпаније у групној фази. Такође је одиграо четири утакмице у квалификацијама, као и утакмицу баража против Украјине.
Био је део репрезентације која је учествовала на Светском првенству 2010. године. Играо је све утакмице, укључујући и прву победу Грчке на Светском првенству над Нигеријом 17. јуна 2010. године.
Али након учешћа на ова два велика такмичења, тренер Грчке Фернандо Сантос није уврстио Циолиса на списак 23 играча за Европско првенство 2012. године. Имао је лошу сезону и није изборио место у тиму Монака. Две године касније, имао је изузетно добру сезону са ПАОК-ом и Кајзериспором па га је Сантос позвао за Светско првенство 2014. у Бразилу.

### Голови за репрезентацију
Голови Циолиса у дресу са државним грбом.
| #  | Датум            | Место    | Противник | Гол | Резултат | Такмичење                                |
| -- | ---------------- | -------- | --------- | --- | -------- | ---------------------------------------- |
| 1. | 7. јун 2011.     | Њујорк   | Еквадор   | 1:1 | 1:1      | Пријатељска                              |
| 2. | 7. октобар 2017. | Никозија | Кипар     | 2:1 | 2:1      | Квалификације за Светско првенство 2018. |

## Трофеји

### Клуб
Вердер Бремен
- Куп Немачке: 2009.

Панатинаикос
- Куп Грчке: 2007.

АПОЕЛ
- Прва лига Кипра: 2013.

### Индивидуални
- Грчки млади фудбалер године: 2004.